# Sotillo de Boedo
Sotillo de Boedo es una localidad y también una pedanía del municipio de Sotobañado y Priorato en la provincia de Palencia, en la comunidad autónoma de Castilla y León, España. 

## Geografía
En la comarca de Páramos-Valles, en el centro-norte de la provincia, subcomarca de La Ojeda y situado en la confluencia de los arroyos de Cañamares y Revenga, 2 km al norte de Villaneceriel, 1,5 km al suroeste de las ruinas de San Jorde y 6,5 km al oeste de Herrera de Pisuerga.

## Historia
Durante la Edad Media pertenecía a la Merindad menor de Monzón, Meryndat de Monçon
A la caída del Antiguo Régimen la localidad se constituye en municipio constitucional que en el censo de 1842 contaba con 12 hogares y 62 vecinos, para posteriormente integrarse en Sotobañado y Priorato.
La localidad aparece descrita en el decimocuarto volumen del Diccionario geográfico-estadístico-histórico de España y sus posesiones de Ultramar de Pascual Madoz de la siguiente manera:

SOTILLO DE BOEDO: l. agregado al ayunt. de Sotobañado en la prov. y dióc. de Palencia (12 leg.), part. jud. de Saldaña (5), aud. terr. y c. g. de Valladolid (20). sit. en una pequeña altura y casi en ladera, con clima algo frio, bien ventilado y propenso á fiebres catarrales y dolores de costado: tiene 17 casas; la de ayunt.; escuela por temporada algunos años, concurrida por 9 niños, cuyos padres pagan al maestro; una fuente y algunos pozos en las casas; igl. parr. (San Nicolás) de entrada, servida por un cura teniente. El térm. confina por N. con Dehesa de Romanos; E. San Jorde; S. Villaneceriel, y O. Sotobañado: el terreno es flojo y pedregoso y poco productivo: parte se halla poblado de roble y arbustos: los caminos son locales y malos. prod.: trigo, centeno, cebada, avena, yeros y algunas legumbres: se cria ganado lanar, y caza de liebres y perdices. pobl. oficial: 12 vec., 62 almas. cap. prod.: 18,170 rs. imp.: 649 rs.
(Madoz, 1849, p. 512)

## Demografía
Evolución de la población en el siglo XXI
| Gráfica de evolución demográfica de Sotillo de Boedo entre 2000 y 2022 |
|                                                                        |
| Población de derecho (2000-2020) según el padrón municipal del INE     |

## Patrimonio

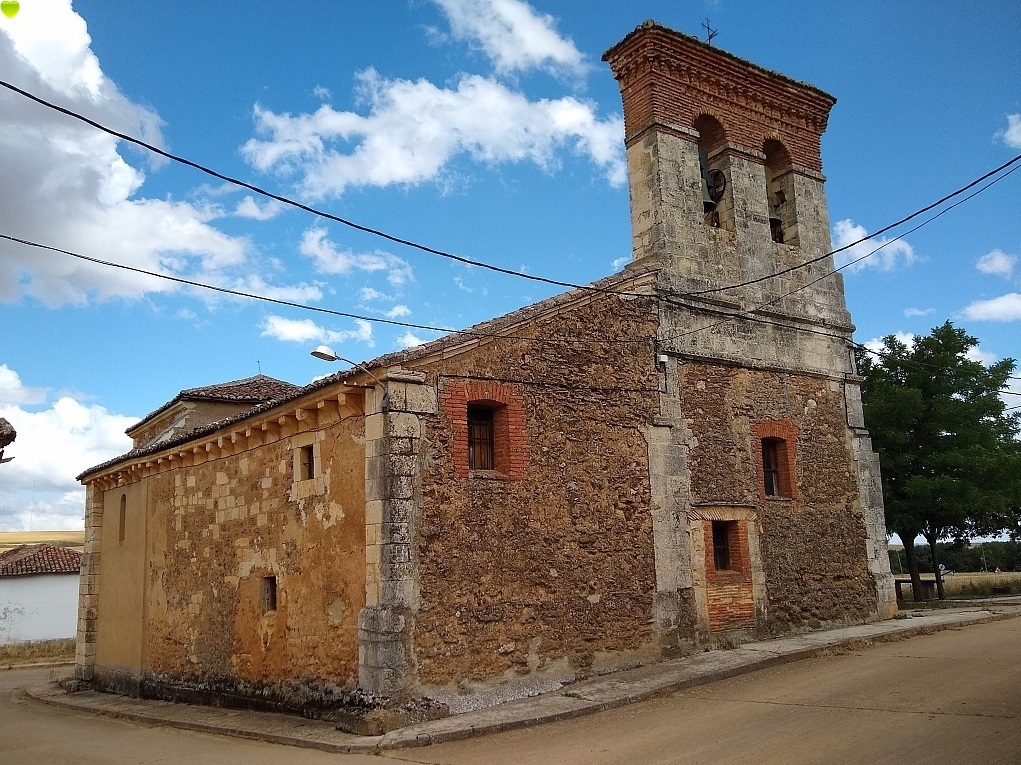
Vista exterior de la iglesia de San Nicolás

En la localidad hay una iglesia bajo la advocación de San Nicolás.